# Eduard Dietl
Eduard Dietl (Bad Aibling, Alemania, 21 de julio de 1890 - Hartberg, Austria, 23 de junio de 1944) fue un militar alemán (Generaloberst) de la Segunda Guerra Mundial, condecorado con la Cruz de Caballero de la Cruz de Hierro con Hojas de Roble y Espadas. Fue el primer militar alemán en recibir las Hojas de Roble después de la Batalla de Narvik, recibiendo las Espadas para su medalla a título póstumo tras su muerte en un accidente de aviación.

## Biografía
Eduard Dietl era hijo de un funcionario de finanzas bávaro. En 1909, en su segunda tentativa de alistarse en el 5.º Regimiento de Infantería Bávara, fue admitido como oficial cadete. Después de estudiar en la Escuela de Guerra (“Kriegschule”) de Múnich recibió el rango de Teniente en octubre de 1911. En octubre de 1915 fue promovido a  Oberleutnant, sirviendo como comandante de compañía en su regimiento. En marzo de 1918 fue promovido a Hauptmann. Durante la I Guerra Mundial luchó en el Frente Occidental, siendo herido en cuatro ocasiones y recibiendo la Cruz de Hierro de 1.ª clase. En 1919 se afilió al DAP y en el Freikorps de Franz Ritter von Epp.
Durante la II Guerra Mundial, Dietl mandó la 3.ª División de Montaña, participando en la invasión alemana de Noruega el 9 y 10 de abril de 1940. La mayor parte de su división desembarcó en  Narvik desde una flota de 10 destructores mandados por el Comodoro Friedrich Bonte el 9 de abril de 1940. Las fuerzas navales británicas, encabezadas por el acorazado HMS Warspite, destruyeron uno a uno  los 10 destructores que habían trasladado a las tropas de Dietl e intentaron reconquistar la ciudad, pero los "Gebirgsjäger" (“Cazadores de montaña”) de Dietl se retiraron a las colinas y, posteriormente, reconquistarían la ciudad cuando los británicos abandonaron sus esfuerzos en Noruega a causa del éxito alemán en la frente occidental.
Nazi convencido y uno de los generales favoritos de Hitler, fue el primer militar alemán en recibir las Hojas de Roble para su Cruz de Caballero de la Cruz de Hierro el 19 de junio de 1940.
Posteriormente, Dietl mandó las tropas alemanas en Noruega y en la Finlandia septentrional y en la Europa Oriental, ascendido al rango de Generaloberst, comandando el 20.º Ejército de Montaña en el Frente Nord-Oriental, donde los resultados de la campaña ártica alemana terminan siendo decepcionantes. 
El 23 de junio de 1944, el Ju 52 que trasladaba a Dietl, a los generales Thomas-Emil von Wickede, Karl Eglseer i Franz Rossi, y a 3 pasajeros más se estrelló cerca de Rettenegg, Estiria (Austria), sin que hubiese supervivientes.

## Fechas de promoción
- Gefreiter: 29 de enero de 1910
- Unteroffizier: 11 de marzo de 1910
- Fähnrich: 4 de mayo de 1910
- Leutnant: 26 de octubre de 1911
- Oberleutnant: 9 de julio de 1915
- Hauptmann: 29 de agosto de 1919
- Mayor: 1 de febrero de 1930
- Oberstleutnant: 1 de febrero de 1933
- Oberst: 1 de enero de 1935
- Generalmajor: 1 de abril de 1938
- Generalleutnant: 1 de abril de 1940
- General der Gebirgstruppe: 19 de julio de 1940
- Generaloberst: 1 de junio de 1942

## Condecoraciones
- Cruz de Caballero de la Cruz de Hierro con Hojas de Roble y Espadas:
  - Cruz de Caballero: (9/05/1940) como Generalleutnant y comandante de la 3. Gebirgs-Division[3]
  - Hojas de Roble: (19/07/1940) (1r) como Generalleutnant y comandante del Gebirgs-Korps Norwegen[3]
  - Espadas: (1/07/1944) (72è) (como Generaloberst y comandante en jefe del 20.º Gebirgs-Armee[3] (a título póstumo)
- Cruz de Hierro 1914 de 1.ªa Clase (1916)
- Cruz de Hierro 1914 de 2.ª Clase (1914)
- Barra de 1939 a la Cruz de Hierro 1914 de 1.ª Clase (1940)
- Barra de 1939 a la Cruz de Hierro 1914 de 2a Clase (1939)
- Orden del Mérito Militar con Espadas de 4.ª Clase (Baviera) (1918)
- Medalla de Herido 1918 en Negro (1917) y Plata (1918)
- Cuz de Honor de los Combatientes del Frente
- Cruz de 25 años de Servicio
- Medalla de los 12 años de Servicio
- Medalla del 13 de marzo de 1938
- Medalla del 1 de octubre de 1938
- Insignia de Guerra de los Destructores (1940)
- Escudo de Narvik (1941)
- Medalla de la Campaña de Invierno en el Este 1941/42 (1942)
- Insignia combinada de Piloto-Observador en Oro y Diamantes
- Insignia de Oro del NSDAP (1943)
- Gran Cruz de la Orden de la Rosa Blanca con estrella de pecho y espadas (Finlandia) (1941)
- Gran Cruz con Espadas de la Orden de la Libertad (Finlandia) (1944)
  - Orden de la Libertad de 1.ª Clase con Estrella, Hojas de Roble y Espadas (1941)
- Mencionado al Wehrmachtbericht: 10/6/1940